# 太元玉女
太元玉女，亦称作“太元圣母”，是道教传说中的女仙，也是元始天王（即盘古）的配偶神，东王公和西王母的母亲。时常与玉清神母元君相互混同。有关她的记载主要见于葛洪所著的《元始上真众仙记·枕中书》。

## 典籍记载
《元始上真眾仙記·枕中書》記載：
“元始天王在天中心之上，名曰玉京山，山中宮殿，並金玉飾之，常仰吸天氣，俯飲地泉。復經二劫，忽生太元玉女，在石澗積血之中，出而能言，人形具足，天姿絕妙，常遊厚地之間，仰吸天元，號曰太元聖母。元始君下遊見之，乃與通氣結精，招還上宮。當此之時，二氣絪緼，覆載氣息，陰陽調和，無熱無寒，天得一以清，地得一以寧，並不復呼吸，宣氣合會，柑成自然飽滿，大道之興，莫過於此。結積堅固，是以不朽。金玉珠者，天地之精也，服之與天地相畢。元始君經一劫，乃一施太元母，生天皇十三頭，治三萬六千歲，書為扶桑大帝東王公，號曰元陽父；又生九光玄女，號曰太真西王母，是西漢夫人。天皇受號十三頭，後生地皇，地皇十一頭，地皇生人皇九頭，各治三萬六千歲。”
“《真記》曰：玄都玉京七寶山，週迴九萬里，在大羅之上，城上七寶宮，宮內七寶臺，有上中下三宮，如一宮城，一面二百四十門。四方生八行寶林，綠葉朱實，五色芝英，上有萬二千種芝，沼中蓮花徑度十丈。上宮是盤古真人元始天王、太元聖母所治，中宮太上真人金闕老君所治，下宮九天真皇三天真王所治。”
《仙苑編珠》记载：

〈大道自然混沌之先〉

“《元始上真记》云：昔二仪未分，溟涬濛澒，日月未具，状如鸡子，混沌玄黄，乃有盘古真人，天地之精，自号元始天王，游乎其中天，形如巨盖，上无所系，下无所根，玄玄太虚，无响无声，元气浩浩，如水之形，若无此气，天地不生。天地既分，相去三万六千里，元始天王在天脊膂中住，名曰玉京山，山中有宫殿，并金玉常呼吸天炁，俯饮地泉，忽生太元玉女在石间，出能言，人形具足，天姿绝妙，号曰太元圣母。元始君下游见之，乃招还上宫。”

〈天皇东立王母西旋〉

“自元始天王、太元圣母还上宫之后，经一劫，乃生天皇氏，治世三万六千年，受书为扶桑大帝，居东极扶桑宫，为东王公，今世间皇太子居东宫象此也。又生九光玄女，号曰太真西王母，居西极昆崙山，故曰木公金母，天地之尊神也。”

《搜神記》引《真教元符經》記載：
“又《真教元符經》云：昔二仪未分，溟涬濛洪，如鸡子玄黄之中也。自然有盤古真人移古就今，是曰盤古，乃是天地之精，自號元始天王，游行虚空之中。又有太元聖母化生天脊膂中，經一劫，天王行施，聖母遂生天皇，號上皇元年，始世主万六千歲，受元始上帝符命，為東宮大帝扶桑大君东皇公，號曰元陽父。考之仙經，或號東王公，或號青童君，或號方诸君，或號青提君，名號虽殊，即一東華也。聖朝至元六年正月日上尊號曰“東華紫府少陽帝君”。”
《歷代神仙通鑒》記載：
“盤古治世功成，褪去軀殼，一靈不昧，游行空中。因念游魂無賴，必須再憑父母精氣成形，方不失本來面目。如不從胞胎孕育，終是清虛之氣，如何而可？偶隨風飄至弗于逮，見一圣女曰太元，四十余歲，抱守童真。獨自在嵯峨山中，餐霞伏氣，保液養神，更可自為牝牡，顛倒陰陽。每日到峰頭采取日月精華。盤古喜其貞潔，乘起仰天呼吸之際，化清光投入其口，懷孕十二年。始生于脊膂之間，即能言語行動，常有彩云護體。元始修持百歲，有瑞氣熏達。”
《佛祖歷代通載》記載：
“第十一化云。老君以清浊元年七月一日。托玄神玉精。降太元玉女。千三百年。号无上老子。”

## 備註
1. ↑  天皇氏一般是指伏羲，与東王公相互混同。